# Aphthonetus
Aphthonetus är ett släkte av fjärilar. Aphthonetus ingår i familjen fransmalar.

## Dottertaxa tillAphthonetus, i alfabetisk ordning[1]
- Aphthonetus albocinerea
- Aphthonetus aspersa
- Aphthonetus bitincta
- Aphthonetus columbella
- Aphthonetus confusa
- Aphthonetus corticicolor
- Aphthonetus diffusa
- Aphthonetus digressa
- Aphthonetus divergens
- Aphthonetus elegans
- Aphthonetus eleuthera
- Aphthonetus empetra
- Aphthonetus exsul
- Aphthonetus fluctuosa
- Aphthonetus fugitiva
- Aphthonetus hirsuta
- Aphthonetus humerella
- Aphthonetus kauaiensis
- Aphthonetus lichenalis
- Aphthonetus mediocris
- Aphthonetus nemo
- Aphthonetus passerella
- Aphthonetus plumbifer
- Aphthonetus polia
- Aphthonetus praefracta
- Aphthonetus puncticiliata
- Aphthonetus sagittata
- Aphthonetus sideroxyloni
- Aphthonetus spurcata
- Aphthonetus subocellata
- Aphthonetus triaula
- Aphthonetus trichophora
- Aphthonetus veterella